# Trail of Tears
Trail of Tears — норвезький симфо-метал, з елементами блеку, рок-гурт заснований 1994 року в місті Крістіансанн. Починаючи грати прямолінійний павер-метал гурт поступово додавав до звучання готик та мелодійний блек-метал, з часом покращуючи стилістику виконання та надаючи своїм творам різноманітності.

## Заснування та творчість
У 1994 році на території комуни Веннесла з'явився гурт «Natt», що грала нехитрий прямолінійний метал. Склад її часто змінювався. До 1997 року у команди виробився свій власний стиль, відмінний від початкового, з переважанням елементів готик-металу тож й назву змінили на більш «відповідну» — «Trail Of Tears» («Дорога сліз»). Навесні 1997-го в «Jailhouse Studio» музиканти під новим ім'ям записали трьохпісенне демо «When Silence Cries …». Незабаром після цієї події гітариста Майкла Крумінса змінив Рунар Хансен. Тим часом демо справило враження на компанії звукозапису, і музикантам почали надходити пропозиції від різних лейблів. Свій вибір рок-бенд зупинив на голландській фірмі «DSFA Records», з котрою було укладено угоду на випуск двох альбомів.
Восени 1998-го був готовий повноцінний дебютний альбом «Disclosure in Red». На підтримку релізу «ToT» багато гастролювали по Європі, складаючи компанію таким колективам як «Tristania», «The Sins of Thy Beloved», «Siebenburgen» і «Antichrisis». У 1999-му «Disclosure in Red», доповнений двома треками, вийшов і в Японії на лейблі «Avalon Marquee». На наступний рік почалися сесії другого альбому, «Profoundemonium». У процесі створення з гурту пішла вокалістка Гелена Ірен Міхаельсен. На її місце взяли Катрін Паульсен «Trail Of Tears» знову вирушили колесити по Європі.

### 2001—2005
Влітку 2001-го скандинавські рокери уклали новий трьохальбомний контракт з фірмою «Napalm Records».
У лютому наступного року «Trail Of Tears» засіли в «Soundsuite Studio» разом з продюсером Тер'є Рефснесом («Tristania», «Sirenia»). Результатом їхньої спільної роботи став диск «A New Dimension of Might», лімітоване видання котрого було доповнено кавером «Faith No More» «Caffeine». Чергові гастролі дещо відрізнялися від попередніх — крім традиційних європейських територій команда також відвідала Мексику.
Тим часом у складі знову сталися зміни: Катрін пішла, а замість неї в гурті з'явився «чистий» чоловічий вокал Кьєтля Нордхуса. Це значно вплинуло на звучання, що найбільш помітно в альбомі «Free Fall into Fear», котрий вийшов найбільш «важким», щодо своїх попередників. Виходу диску передував великий Євротур в компанії з «Therion» і «Tristania».

### 2006—2008
Восени 2006-го вибухнув скандал, коли четверо учасників «Trail Of Tears» забажали покинути гурт, було заявлено про розпад, проте Ронні Торсен взяв владу у свої руки й заявив, що проєкт продовжить свою діяльність у будь-якому випадку. Незабаром до гурту повернулася Катрін Поульсен.
П'ятий альбом «Existentia» вийшов на лейблі «Napalm Records», з котрим було продовжено договір. Диск було записано на студії «Soundsuite Studio» в Марселі разом із продюсером Тер'є Рефснесом. У записі також брали участь вокалістка з Франції Еммануель Золдан та норвезький клавішник Бернт Моен.
8 листопада 2008-го там же гурт розпочав працю над створенням чергового, 6-го за ліком, альбому «Bloodstained Endurance», котрий було завершено й випущено весною 2009 року. Спочатку диск було презентовано 27 травня на території Фінляндії та Іспанії, а 29 травня — 1 червня у решті країн Європи. Альбом був засуджений частиною критиків через його «запопсованість» та занадто «м'яке», нехарактерне для попередніх дисків, звучання.

### 2009—2013
У серпні 2010 року проєкт залишив багаторічний гітарист гурту Пол Олсен, оскільки він хотів зосередитися на власноруч створеному гурті «Guardians of Time». «ТоТ» не став підшукувати йому заміну, продовживши своє існування як квінтет, час від часу виступаючи на шоу та концертах зі старим репертуаром. Січень 2012-го позначився тим що з гурту через особисті проблеми пішов ударник Като Йенсен. Новим барабанщиком став Бйорн Дагстадт Ранно.
Увесь цей час, з вересня 2011-го, гурт поступово готував новий альбом, трек з котрого було презентовано у серпні 2012-го, на фестивалі у Румунії. Реліз 7-го диска «Oscillation» заплановано на весну 2013 року, він відбудеться вже без одного зі старожилів та засновників гурту Ронні Торсена, котрий полишив гурт через звинувачення, з боку решти учасників, у деспотії.

## Дискографія
1. When Silence Cries (demo, 1997)
2. Disclosure In Red (1998)
3. Profoundemonium (2000)
4. A New Dimension Of Might (2002)
5. Free Fall Into Fear (2005)
6. Existentia (2007)
7. Bloodstained Endurance (2009)
8. Oscillation (2013)

## Склад гурту

### Постійні учасники
- Катрін Поульсен (норв. Cathrine Paulsen) — вокал (2000—2004, 2007-…)
- Бйорн Ерік Несс (норв. Bjørn Erik Næss) — гітара (2007-…)

### Колишні учасники гурту
- Алес Вік (норв. Ales Vik) — вокал (1994—1997)
- Відар Улеберг (норв. Vidar Uleberg) — ударні (1994—1997)
- К'єлл Руні Хаген (норв. Kjell Rune Hagen) — бас (1997—2006)
- Джонатан Перез (норв. Jonathan Pérez) — ударні (1997—2006)
- Франк Роальд Хаген (норв. Frank Roald Hagen) — клавішні (1997—2005)
- Терьє Хейселдал (норв. Terje Heiseldal) — ритм-гітара (1997—2005)
- Хелена Ірен Міхаельсен (норв. Helena Iren Michaelsen) — сопрано-вокал (1997—2000)
- Мікаел Крумінс (норв. Michael Krumins) — соло-гітара (1997)
- Рунар Хансен (норв. Runar Hansen) — соло-гітара (1997—2006)
- Кьєтль Нордхус (норв. Kjetil Nordhus) — вокал (2003—2006, previously a session member)
- Пол Олсен (норв. Pål Olsen) — гітара (2007—2010)
- Като Йенсен (норв. Cato Jensen) — ударні (2007—2012)
- Ендрю Мое (норв. Endre Moe) — бас (2007—2013)
- Бйорн Дагстадт Ранно (норв. Bjorn Dugstad Roennow) — ударні (2012—2013)
- Ронні Торсен (норв. Ronny Thorsen) — гітара, вокал (1994—2013)